# RMMV HX
HX — серія спеціально розроблених тактичних військових вантажівок виробництва Rheinmetall MAN Military Vehicles (RMMV). Серія HX була представлена 2003 року, а перше замовлення було розміщено у 2004 році. Серія HX замінила попередні серії FX і LX у виробництві. Лінійка HX2, яка наразі доповнює оригінальну лінійку HX, була анонсована у 2012 році. Перші вантажівки серії HX2 були поставлені у квітні 2016 року. Серії HX і HX2 спочатку доповнювали лінійку SX, але з 2019 року вони замінили серію SX, оскільки цей тип більше не вироблявся. Лінійку HX3 було анонсовано в травні 2021 року, а серійне виробництво заплановано на 2024 рік.

## Історія
Компанія Rheinmetall MAN Military Vehicles (тоді MAN) підтвердила, що розробляє лінійку HX на Defense Vehicles Dynamics (DVD) 2003 і показала дослідну модель пізніше того ж року на DSEi 2003. У 2004 році попередня серія LX була замінена серією HX. Серія FX була замінена у 2005 році.
Перше замовлення на серію HX надійшло від британської армії, яка оголосила в жовтні 2004 року, що вибрала пропозицію MAN ERF UK Ltd, яка відповідає вимогам до транспортних засобів підтримки. Контракт було укладено в березні 2005 року.
На виставці Eurosatory 2012 RMMV вперше публічно показав зразок модельного ряду HX2.
6 травня 2021 року компанія Rheinmetall представила HX3.
Rheinmetall MAN Military Vehicles (RMMV): Для наочності, лінійка вантажівок HX була розроблена та спочатку виготовлена компанією MAN (Maschinenfabrik Augsburg-Nürnberg) Nutzfahrzeuge AG, однак технічним основоположником цих вантажівок тепер є Rheinmetall MAN Military Vehicles (RMMV). RMMV з'явилася у 2010 році з оголошеним об'єднанням діяльності MAN Nutzfahrzeuge AG у сфері військових вантажівок і колісних військових транспортних засобів компанії Rheinmetall. Це злиття по суті об'єднало додаткові технологічні ключові компетенції автомобільного досвіду MAN у виробництві комерційних автомобілів з технологічним ноу-хау Rheinmetall у сфері військового наземного сектора/систем. Результатом цього стало створення єдиного постачальника для широкого спектра броньованої та неброньованої колісної техніки. Згідно з умовами угоди, Rheinmetall мала частку в 51 % і MAN 49 % у новій компанії. RMMV тепер є частиною підрозділу автомобільних систем (англ. Vehicle Systems Division, VSD) компанії Rheinmetall. У липні 2019 року Rheinmetall оголосила, що компанія збирається викупити частину акцій MAN Truck & Bus у спільному підприємстві RMMV, зокрема 100 % акцій у сегменті тактичних транспортних засобів. Станом на вересень 2019 року RMMV (яка залишається у спільній власності зі співвідношенням 51/49%) виробляє лише військові та мілітаризовані вантажівки, а тактичні транспортні засоби тепер виробляє компанія Rheinmetall Military Vehicles, що на 100 % належить Rheinmetall.

## Опис
Лінійка вантажівок HX/HX2 поєднує мілітаризований комерційний міст та шасі з додатковою оновленою версією модульної військової кабіни. Серії HX/HX2 базуються на компонентах шасі та мосту комерційної лінійки важких вантажівок TG WorldWide MAN, яка була вперше представлена в 2000 році. У серії HX2 використовується спеціальне шасі.
В асортименті використовуються дизельні двигуни MAN з водяним охолодженням різної потужності та відповідності вимогам щодо викидів, зокрема D0836, D2066, D2676 та D2868. Двигун розташований звичним чином (поздовжньо між рейками шасі), однак охолоджувальна система розташована поперечно в задній частині кабіни. Таке розташування забезпечує захист від пошкоджень та закупорки радіатора брудом тощо під час використання на бездоріжжі. Це також дозволяє використовувати радіатор більшого об'єму, що покращує робочі можливості в умовах спекотного клімату.
Автоматична коробка передач ZF AS-Tronic з постійним зчепленням (бренд TipMatic в лінійці комерційних продуктів MAN) з 12 передачами вперед і двома передачами заднього ходу є стандартною комплектацією, яка поєднується з двошвидкісною роздавальною коробкою MAN. Повністю автоматична коробка передач з перемиканням потужності є опціональною.
Ведучі осі мають ступицю MAN для однієї шини, і, за винятком важчих тягачів, які мають повний привод для розподілу тяги та крутного моменту, у всіх моделях є вибір передніх осей. Усі осі мають блокування поперечних диференціалів, а в комбінаціях осей і роздавальної коробки є поздовжні диференціали в задній (і передній на шасі 8×8 та 10×10). Навантаження на осі становить 9000 кг або 11 000 кг для передніх осей і 10 000 кг для задніх осей з одинарними колесами/шинами.
Передні кермо-приводні вісі (включаючи другу вісь на шасі 8×8/10×10) підрессорюються комбінацією параболічних листових пружин з прогресивно діючими гумовими допоміжниками та гідравлічними телескопічними амортизаторами. Задні осі підрессорюються перевернутими багатолистовими трапецієподібними пружинами з торсіонами і стабілізатором поперечної стійкості. Для шасі 6×6 та 8×8 використовується звичайна конструкція монтажу кузова. HX45M 10×10 має гідропневматичну підвіску для трьох задніх осей.
Стандартні шини 14.00 R 20 можна замінити на шини 395/85 R 20, 525/65 R 20 або 16.00 R 20, якщо потрібно. Опціональною є центральна система підкачки шин (CTIS) або напівавтоматична система накачування шин і вкладиші run-flat.
Усі моделі можуть підійматися на 60 % ухилі, долати 40 % бічний схил, мати кут заходу 40 градусів і рухатися у воді на глибині 750 мм без підготовки, або до 1,5 м з підготовкою.
За винятком модульної військової кабіни, розташування охолоджувального блоку та невеликої кількості спеціальних військових допоміжних елементів і модифікацій, з міркувань економічної ефективності RMMV прагнув до максимальної подібності до комерційного продукту TG.
HX3
HX3 був представлений 6 травня 2021 року. Як і попередники, HX3 є спеціальною розробкою і вважається готовим продуктом для військових (MOTS). HX3 буде доступний у конфігураціях 4x4, 6x6, 8x8 і 10x10, а також доступні варіанти 8x8 і 10x10 з активною задньою підвіскою і керуванням задньою віссю. Повністю автоматизована система обробки вантажів (ALHS) і універсальний стійкий до скручування підрамник (UTRS) ще більше розширять можливості в традиційній логістичній ролі, тоді як інтерфейс артилерійської вантажівки (ATI) може використовувати конфігурацію 10x10 в майбутньому як стандартну базу для різноманітних артилерійських рішень або подібних систем.
HX3, як і раніше, базується на мілітаризованих комерційних компонентах MAN з новими функціями безпеки, успадкованими з комерційного продукту, включаючи систему допомоги при екстреному гальмуванні (EBA), адаптивний круїз-контроль (ACC) і попередження про виїзд зі смуги руху (LDW), усі вони можуть бути відключені для тактичних застосувань. Двигуни EURO 6 є стандартними, вони сумісні з паливом військового класу після обмежених модифікацій. Для постійного використання на паливі нижчого класу (до 5000 ppm сірки) є опція двигуна EURO 2. Також будуть доступні варіанти автономного кермування.
Військова кабіна з плоскими панелями моделей HX/HX2 була перероблена для HX3. Використовується нова цільна пласка підлога для захисту екіпажу від вибухів, що дозволяє використовувати стандартні комерційні сидіння для екіпажу, за потреби вони мають п'ятиточкові ремені. Кондиціонер тепер переміщено з даху до нової приладової панелі, балони зі стисненим повітрям переміщено з рейок шасі на дах. Усі ящики для зберігання є водонепроникними, HX3 здатний пройти вбрід до 1,5 м солоної води. Серед інших критеріїв для бездоріжжя — вертикальний крок 590 мм і кут підходу 40 градусів. Специфічна для HX3 рама шасі забезпечує обертання на кручення до 400 мм.

## Броньовані кабіни
Щоб задовольнити зростаючі вимоги до захисту екіпажу під час розгорнутих операцій, модель HX була розроблена з самого початку з урахуванням можливостей захисту. У стандартній конфігурації встановлено вибухонепроникне вертикально розділене вітрове скло, а для кабіни доступний комплект захисту від заворушень. Для суттєвіших загроз разом з Ressenig з Австрії та Rheinmetall з Німеччини були розроблені прикладні комплекти захисту, які можуть бути встановлені на транспортні засоби на стадії виробництва. Відомий як модульна броньована кабіна (MAC), у базовій специфікації ці комплекти важать близько 1500 кг. У разі потреби жорсткий верх кабіни залишається знімним для транспортування повітрям.
Також доступне рішення для бронювання кабіни зі змінною кабіною, відоме як Integrated Armor Cabin (IAC). IAC спочатку був розроблений спільно з Krauss-Maffei Wegmann (KMW) для вантажівок SX, воно підходить лише для моделей з подвійними передніми осями. Тепер доступна опція IAC, розроблена Rheinmetall, яка підходить для всіх вантажівок серії HX, залежно від номіналу передньої осі та рівня захисту. Австралія, Норвегія та Швеція отримують вантажівки з такою кабіною, яка виробляється на спеціально побудованому заводі, нещодавно відкритому на заводі Rheinmetall в Унтерлюсі, Німеччина.

## Спроба світового рекорду
6 листопада 2017 року Rheinmetall оголосила, що компанія є головним спонсором спроби встановлення висотного рекорду, яка розпочалася того дня. Використовуючи два вантажівки серії HX (340 к.с. 4×4 HX40M і 440 к.с. 6×6 HX58), експедиція мала на меті досягти найвищої точки на землі, доступної для автомобілів — Охос-дель-Саладо заввишки 6890 м, найвищого в світі активного вулкана, розташованого на кордоні Чилі та Аргентини. Щоб встановити новий світовий рекорд, транспортні засоби повинні були б досягти висоти щонайменше 6690 метрів над рівнем моря. 19 грудня було оголошено, що спробу встановлення рекорду було скасовано на висоті 6150 м через поєднання факторів, включаючи нездоланний скельний бар'єр та несприятливі погодні умови. Однак під час підйому команда побудувала дві хатини-притулки, найвищу з них збудували на висоті 6100 м, що є рекордом.

## Галерея

Rheinmetall MAN Military Vehicles (RMMV) HX range of tactical trucks
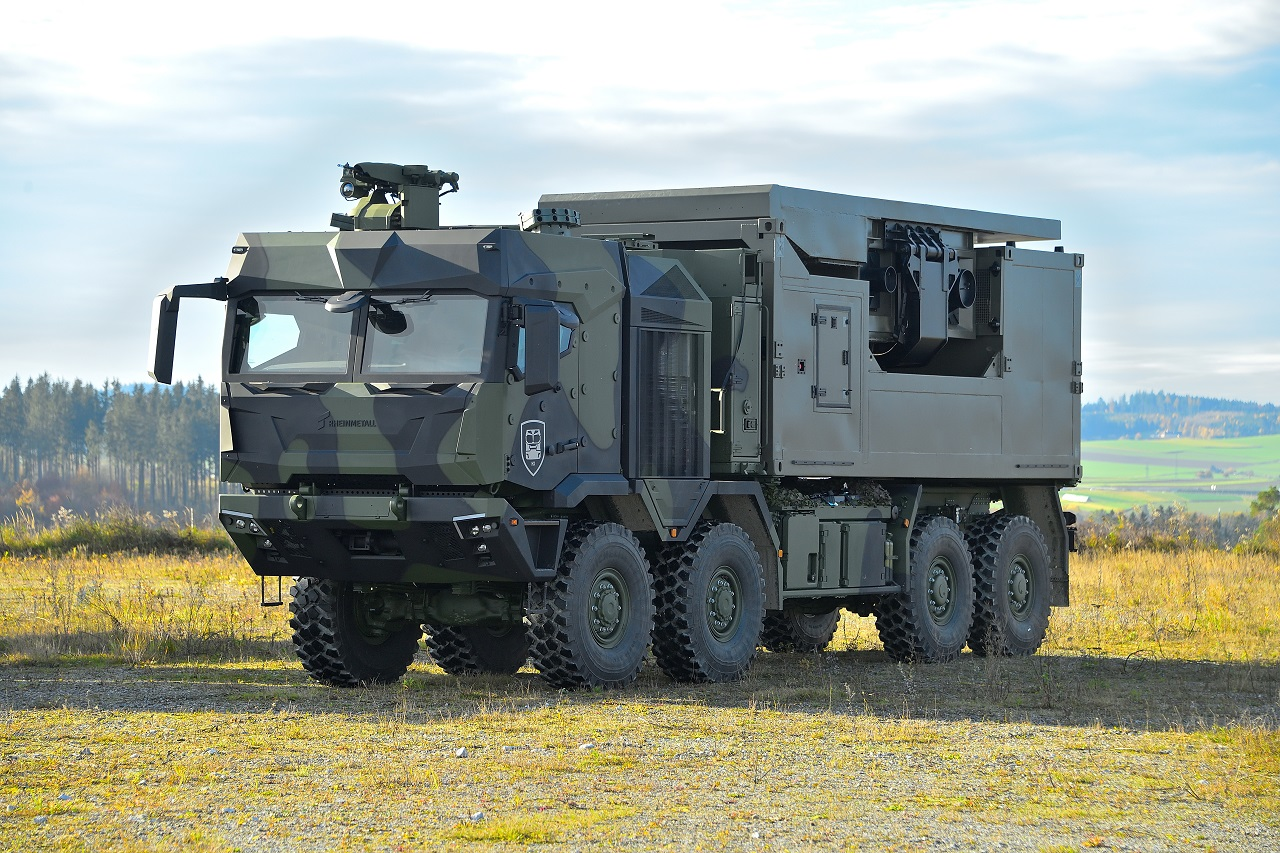
HX3 буде доступний у конфігураціях 4x4, 6x6, 8x8 і 10x10, при цьому опції 8x8 і 10x10 доступні з активною задньою підвіскою і варіантами керування задньою віссю
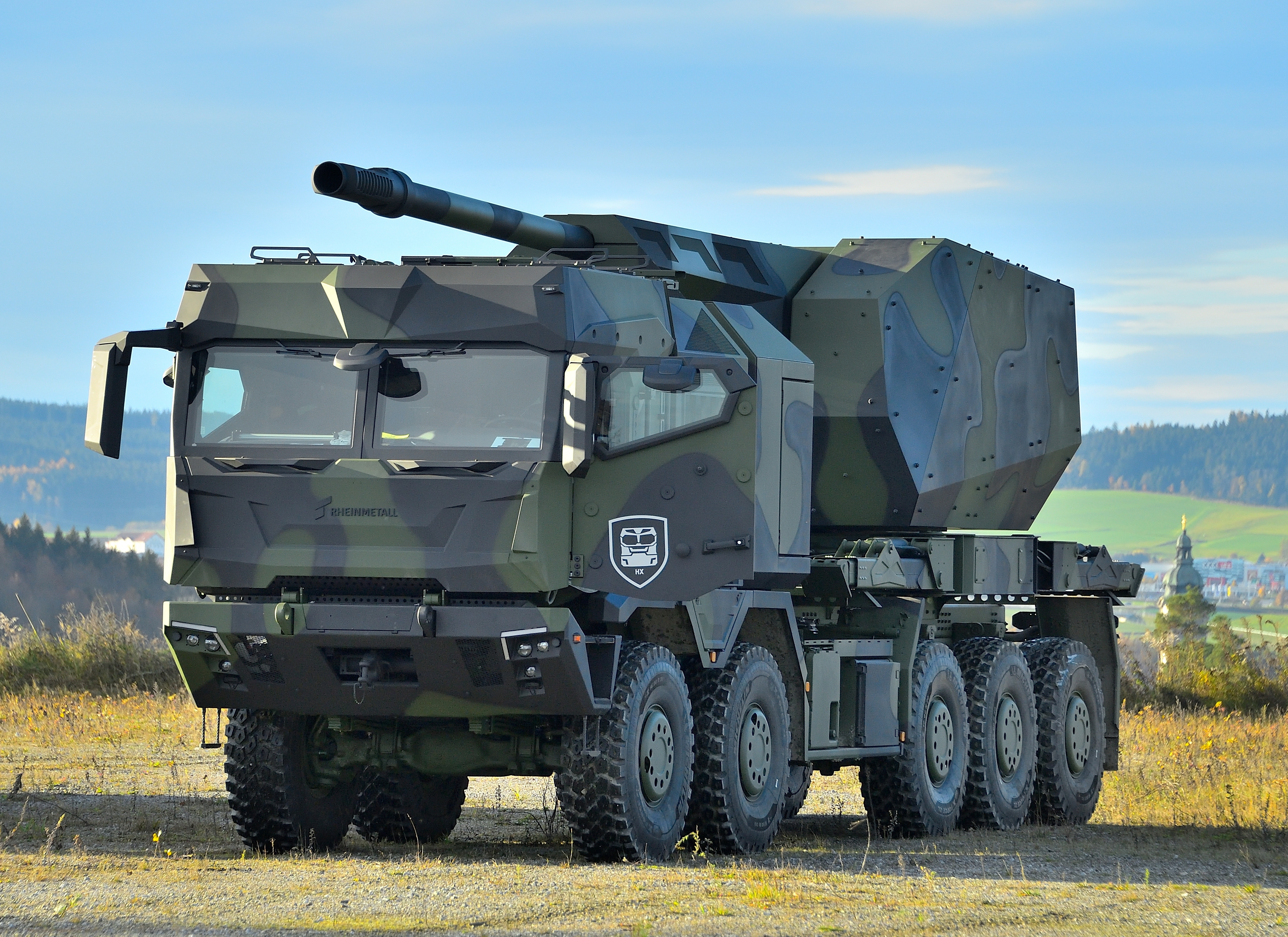
Завдяки новому інтерфейсу артилерійської вантажівки (ATI) 10x10 HX3 може використовуватися в майбутньому як стандартна база для різних артилерійських рішень або подібних систем
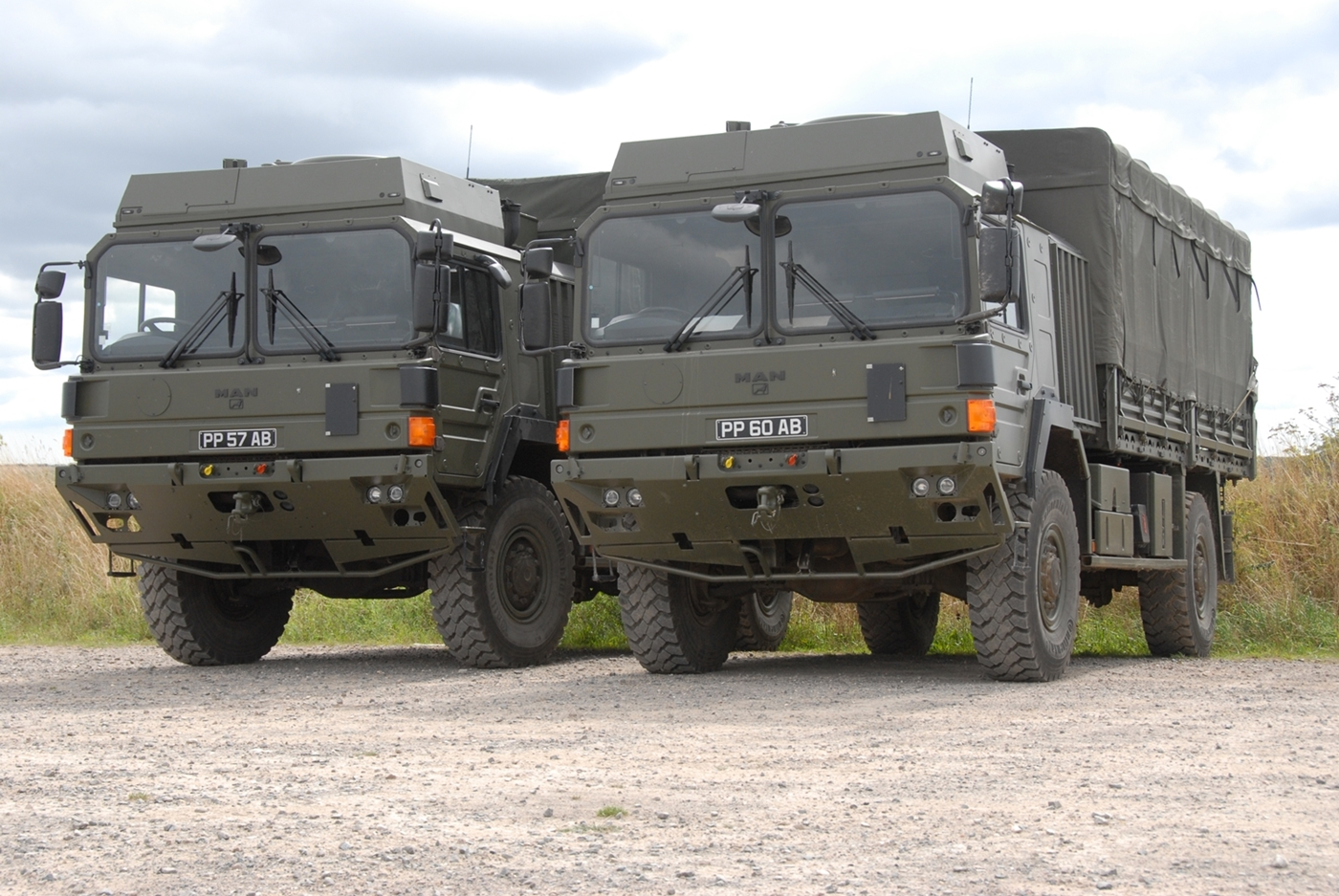
На навчальному полігоні Солсбері Плейн дві вантажівки британської армії HX60 4×4 у конфігурації загального обслуговування
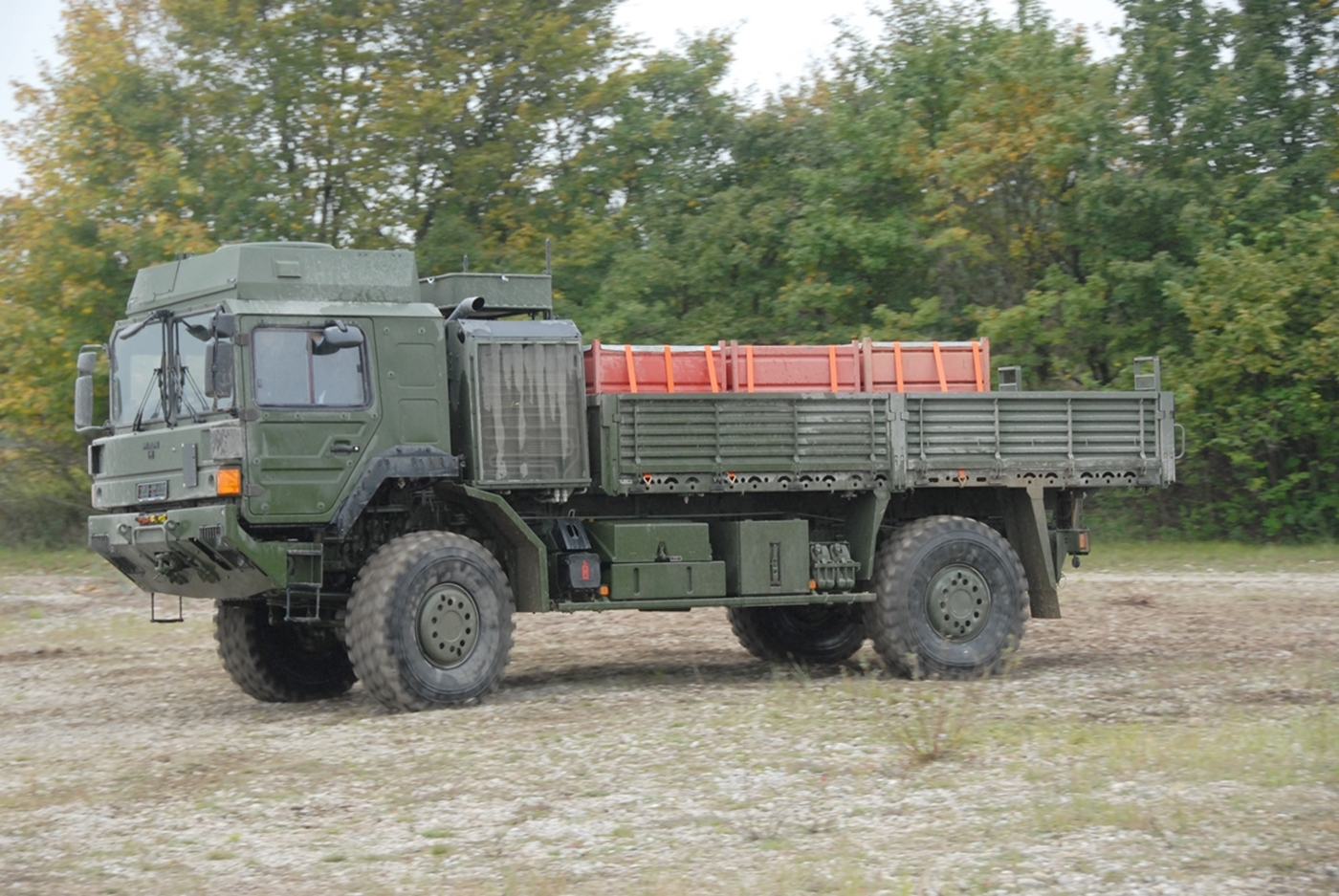
Ранній HX2 (HX40M) на демонстрації RMMV у Німеччині
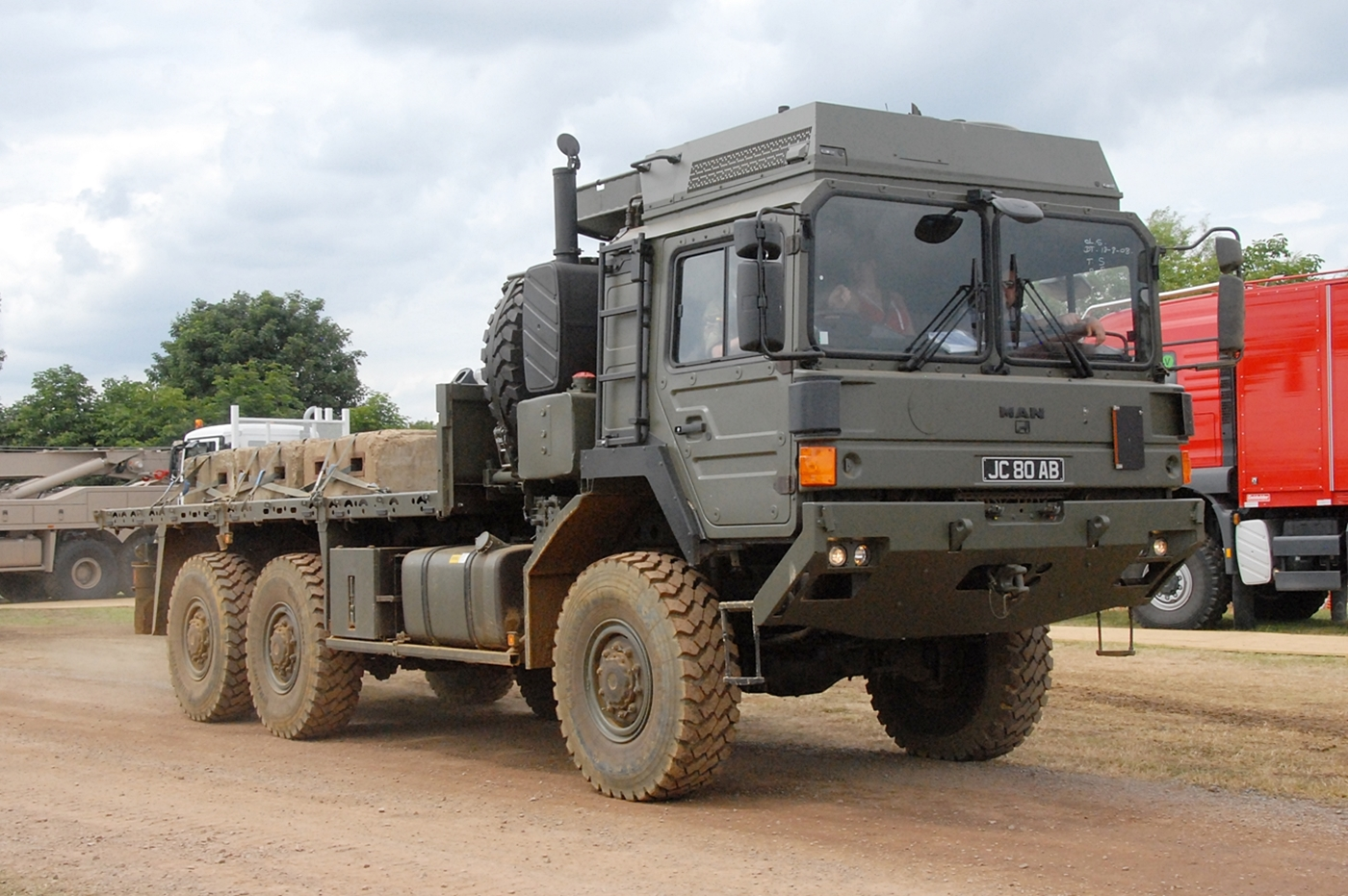
На виставці Defense Vehicles Dynamics (DVD) у Великій Британії HX58 6×6 британської армії у стандартній конфігурації
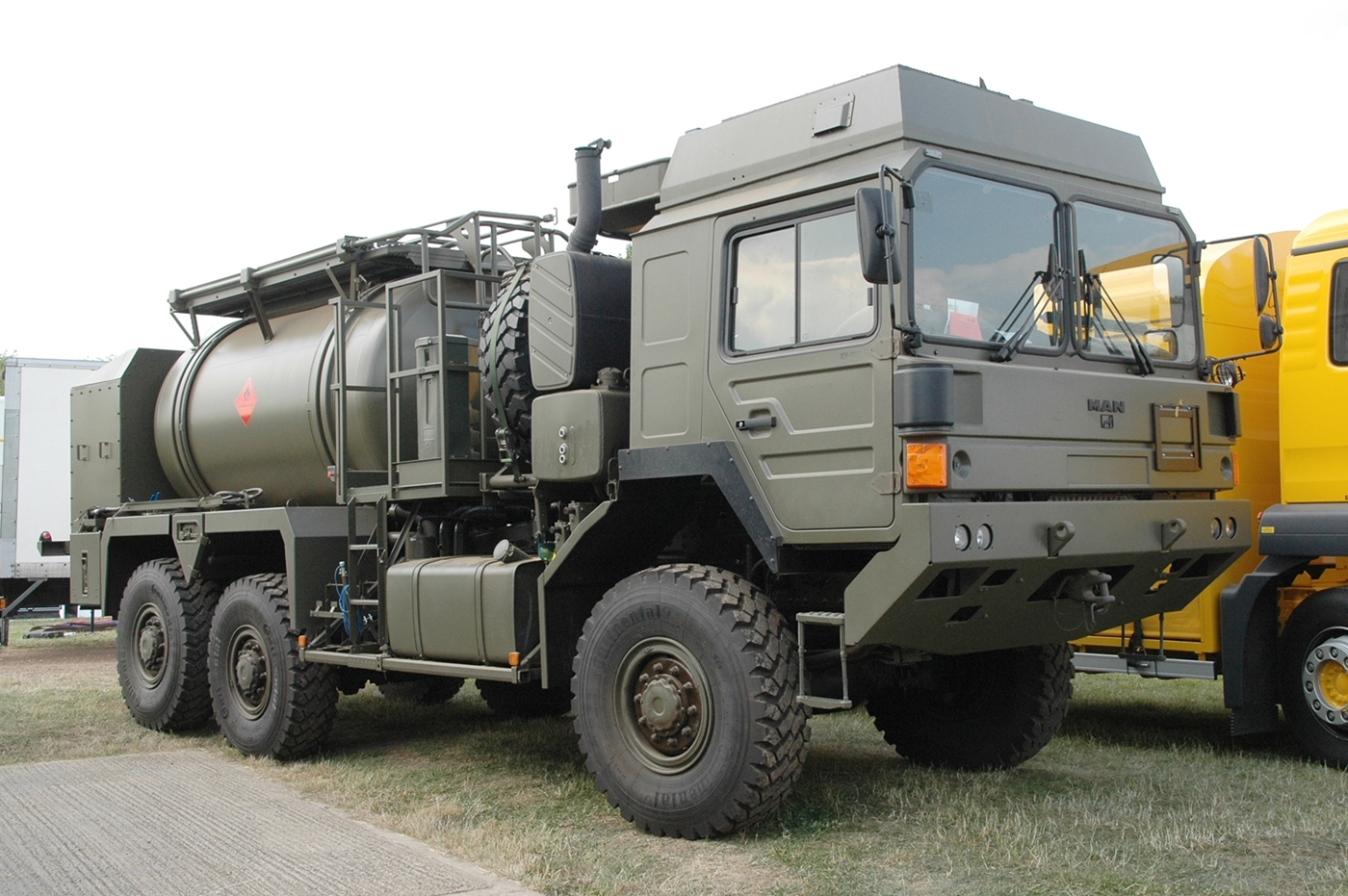
Цистерна підтримки британської армії HX58 6×6 (UST); резервуар і насосне обладнання постачає компанія Fluid Transfer Ltd
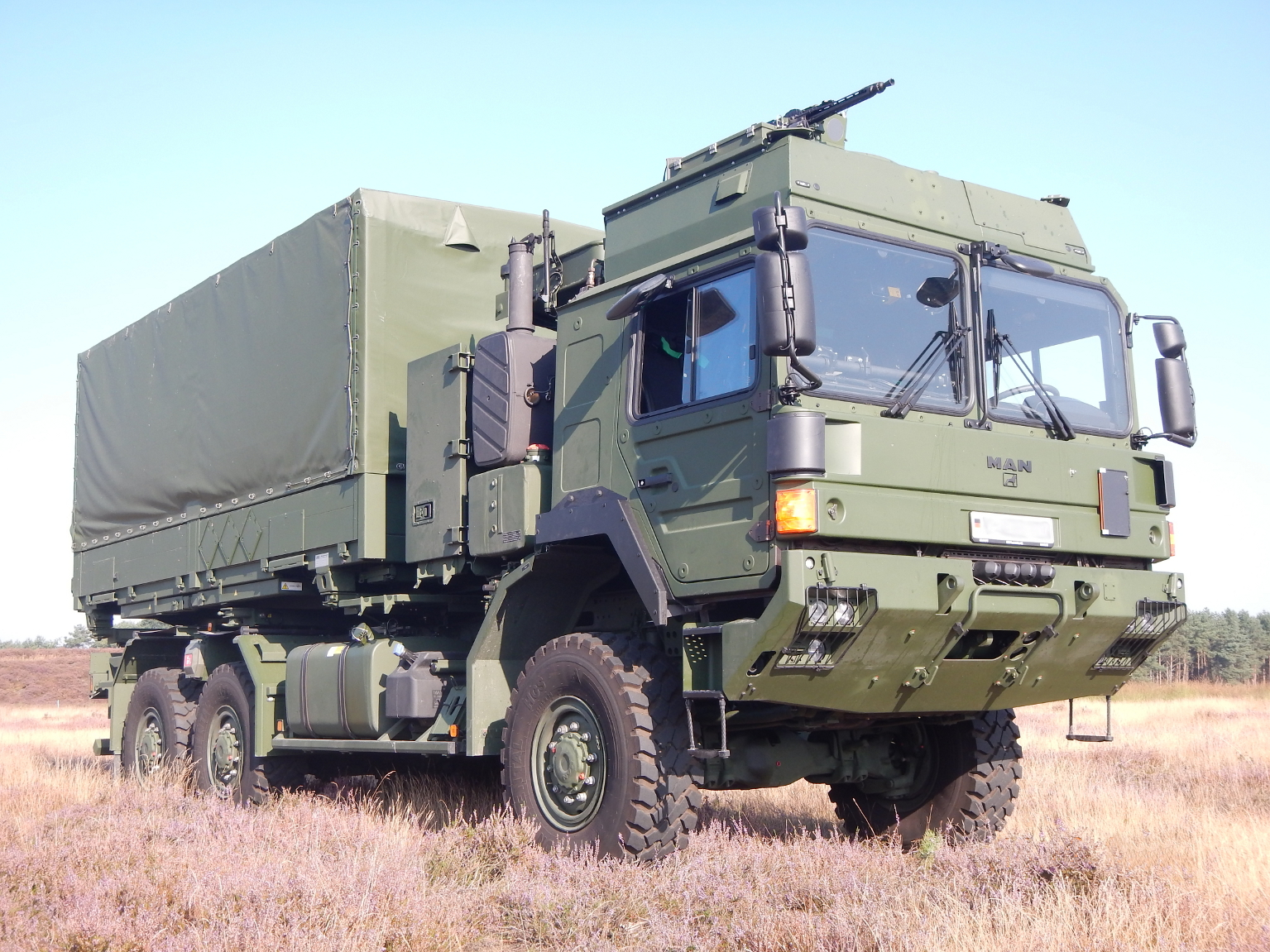
HX42M 6×6 під час випробувань німецького Бундесверу UTF
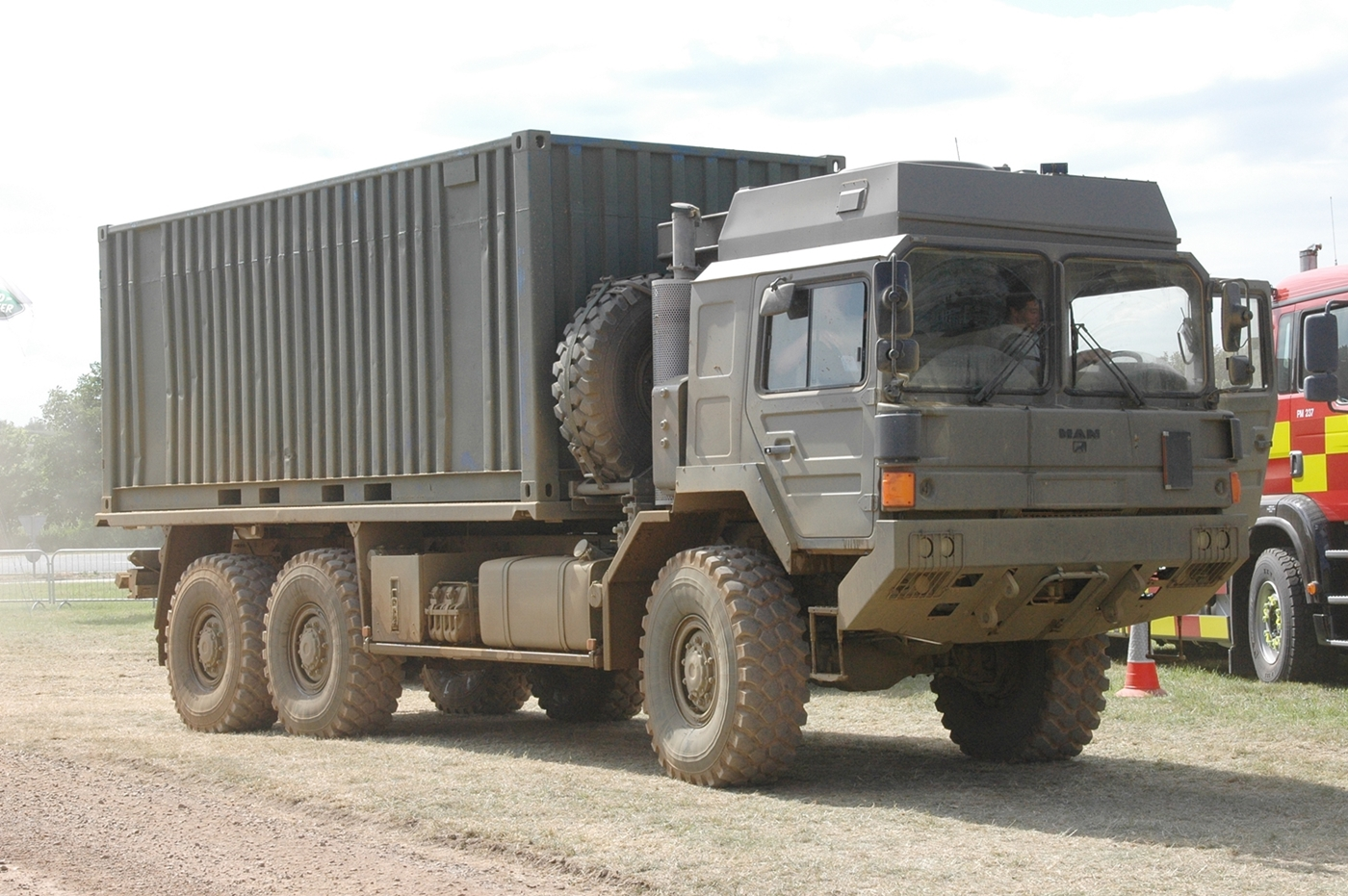
HX58 6×6 з доопрацюваннями, включаючи збільшені шини 16.00 R 20 і автоматичну коробку передач для умов Південної Африки
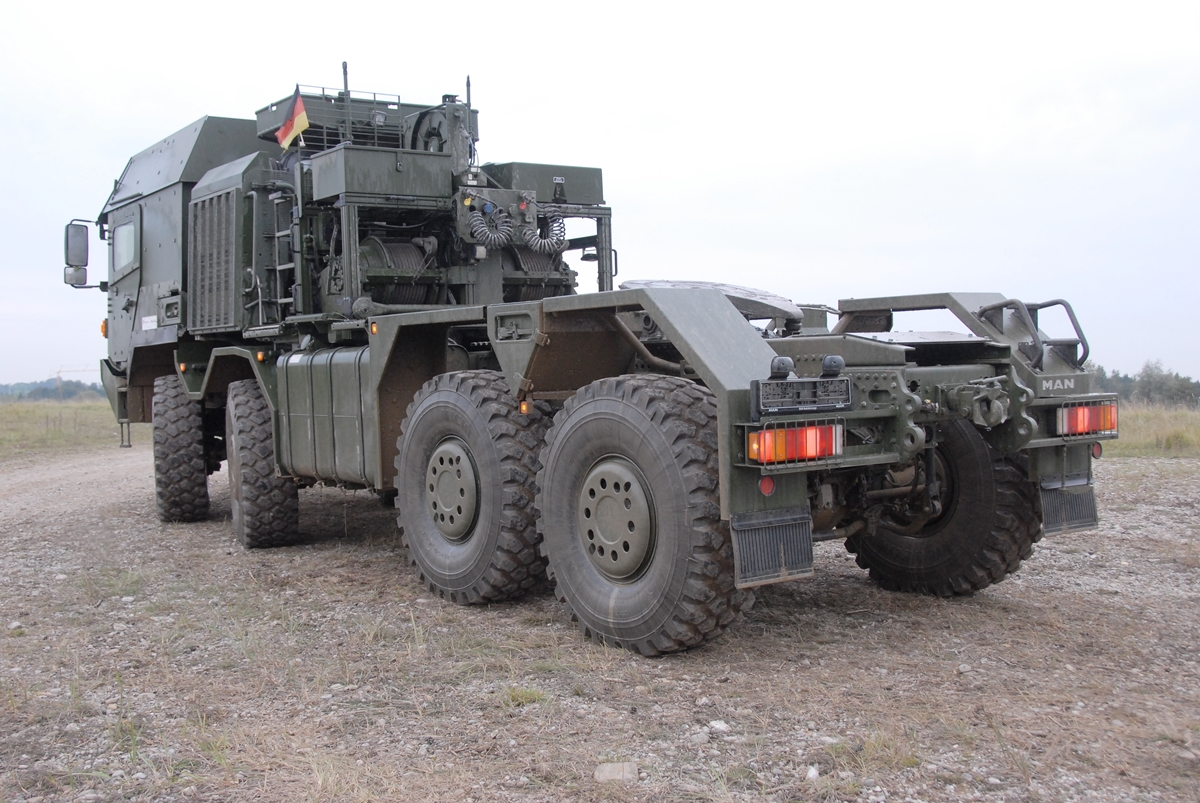
Збірку лебідки HX81 8×8 HET з IAC
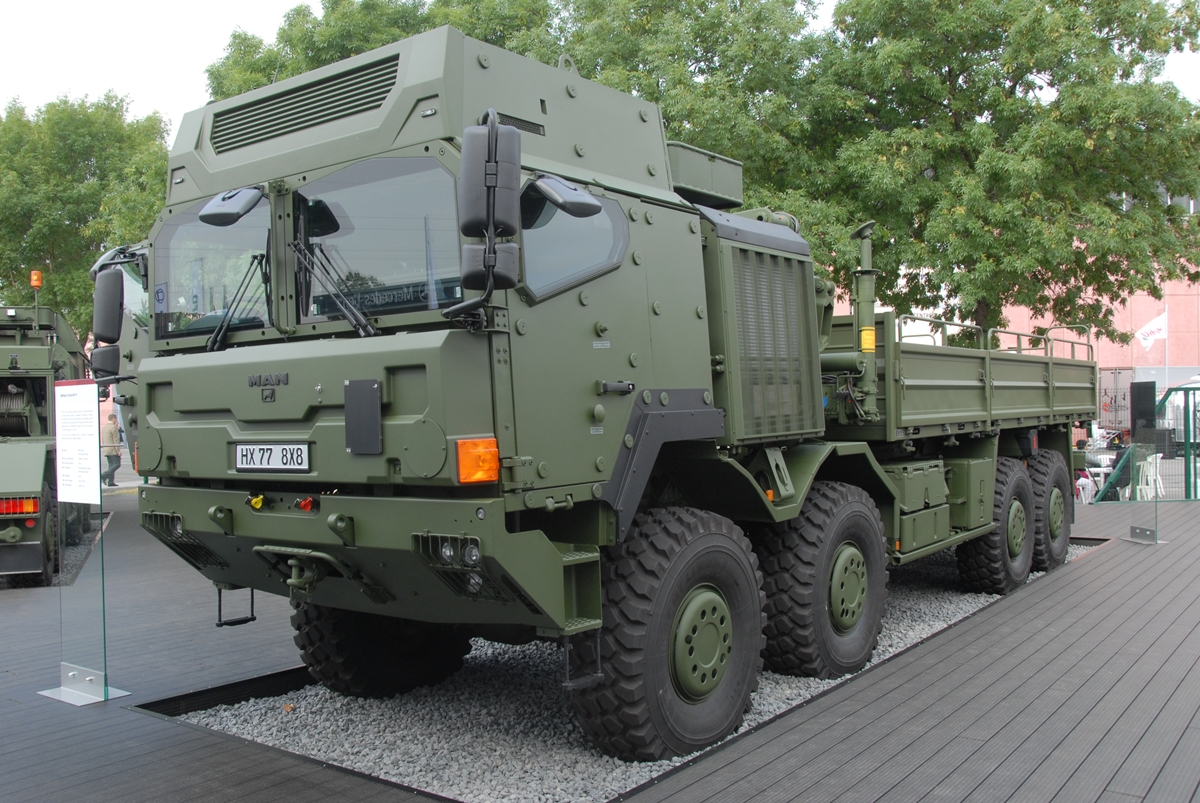
На Eurosatory — HX77 (8×8) із захищеною кабіною RMMV MAC
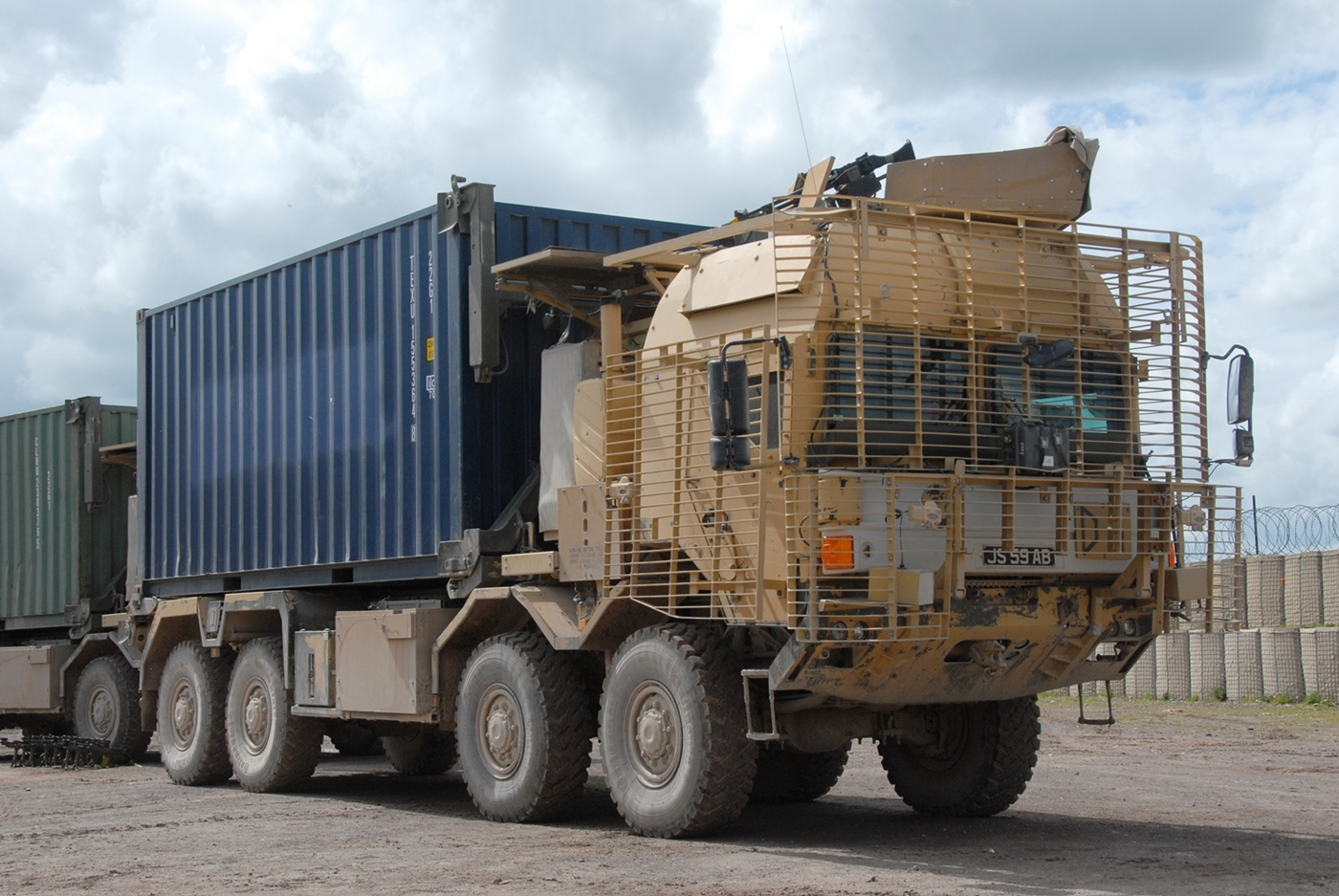
HX77 (8×8) британської армії у конфігурації EPLS з оновленним захистом Project Fortress. Згідно з контрактом, укладеним у 2018 році, 382 HX77 буде модернізовано до конфігурації EPLS до кінця січня 2021 року
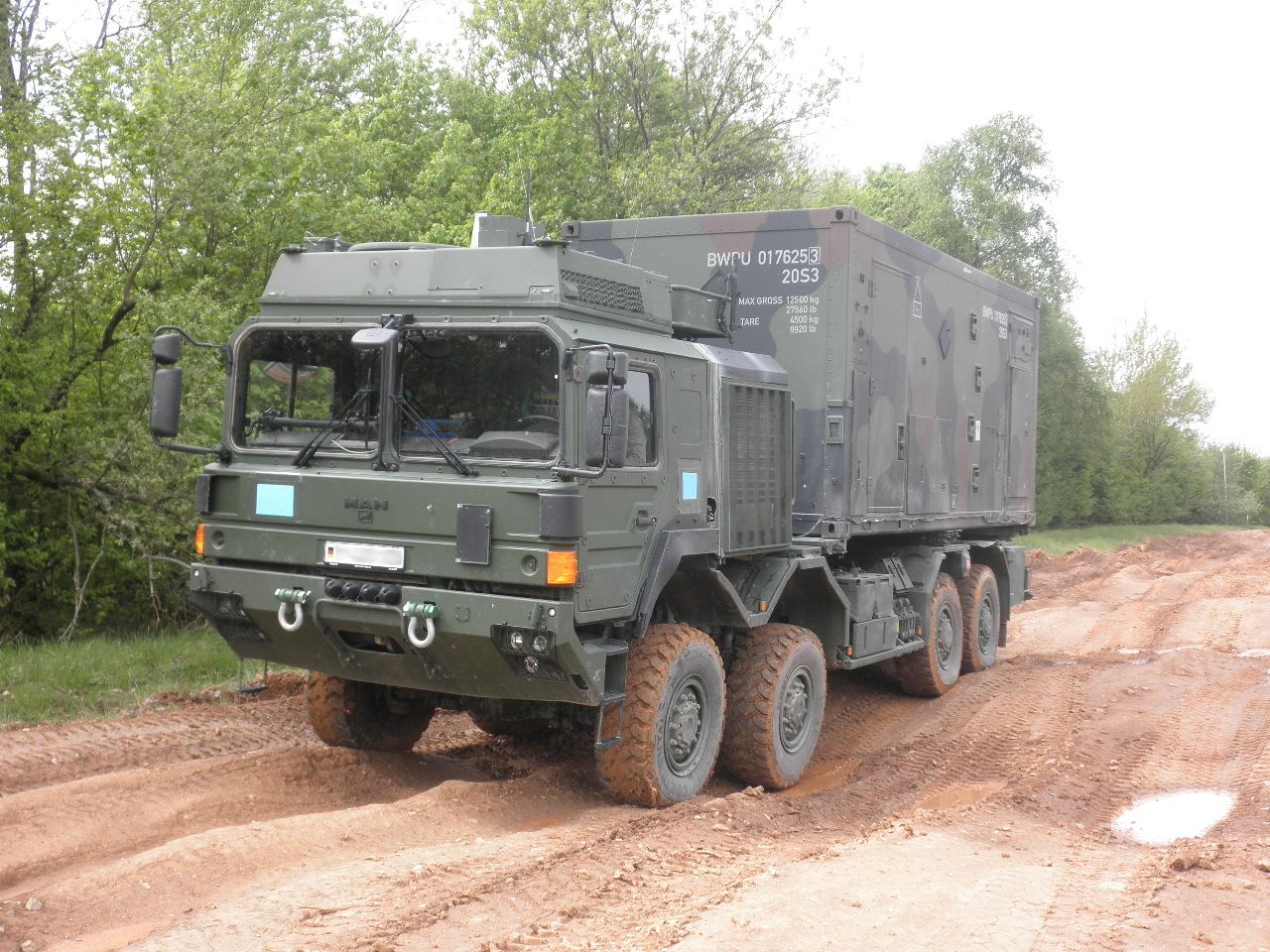
HX44M 8×8 під час випробувань німецького Бундесверу UTF
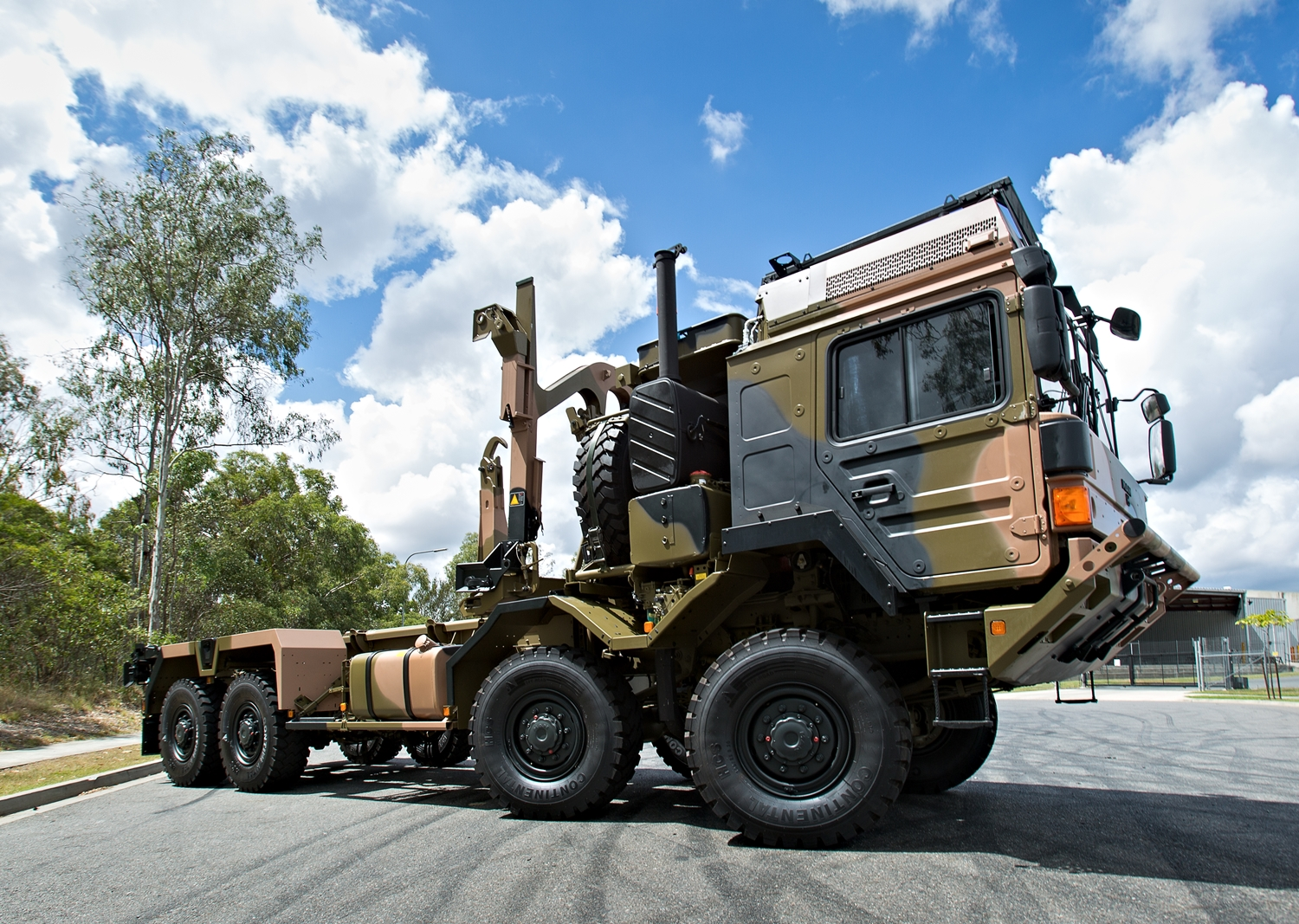
HX77 з LHS і CHU, одна з перших 12 машин LAND 121, які будуть передані австралійській армії 7 квітня 2016 року
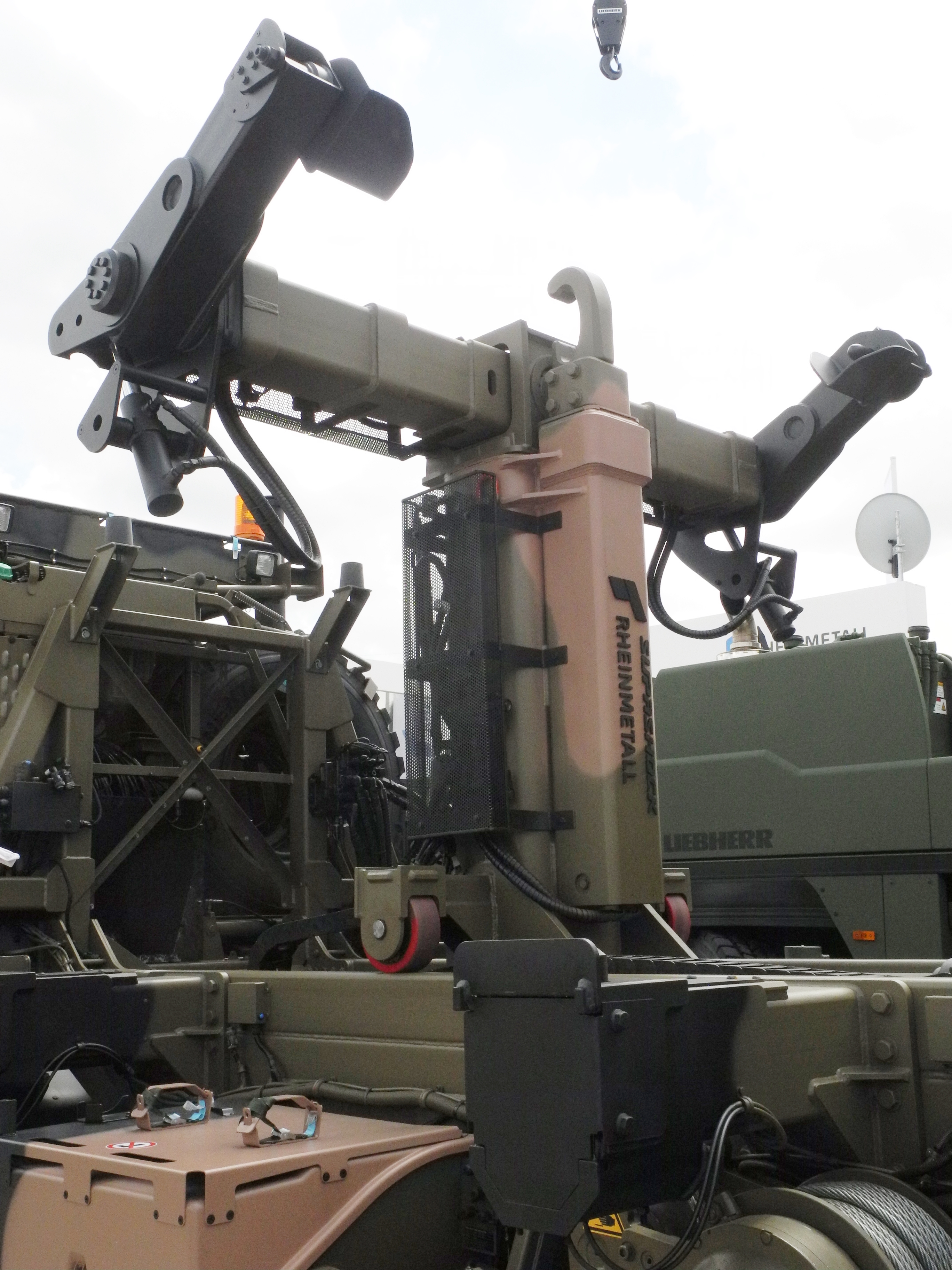
На виставці Eurosatory 2018 Rheinmetall демонструє HX77, оснащений автоматизованою системою обробки вантажів Supashock, рішення, яке дозволяє автоматизувати завантаження та розвантаження контейнерів, модулів і плоских стелажів на вантажівки з безпечної броньованої кабіни
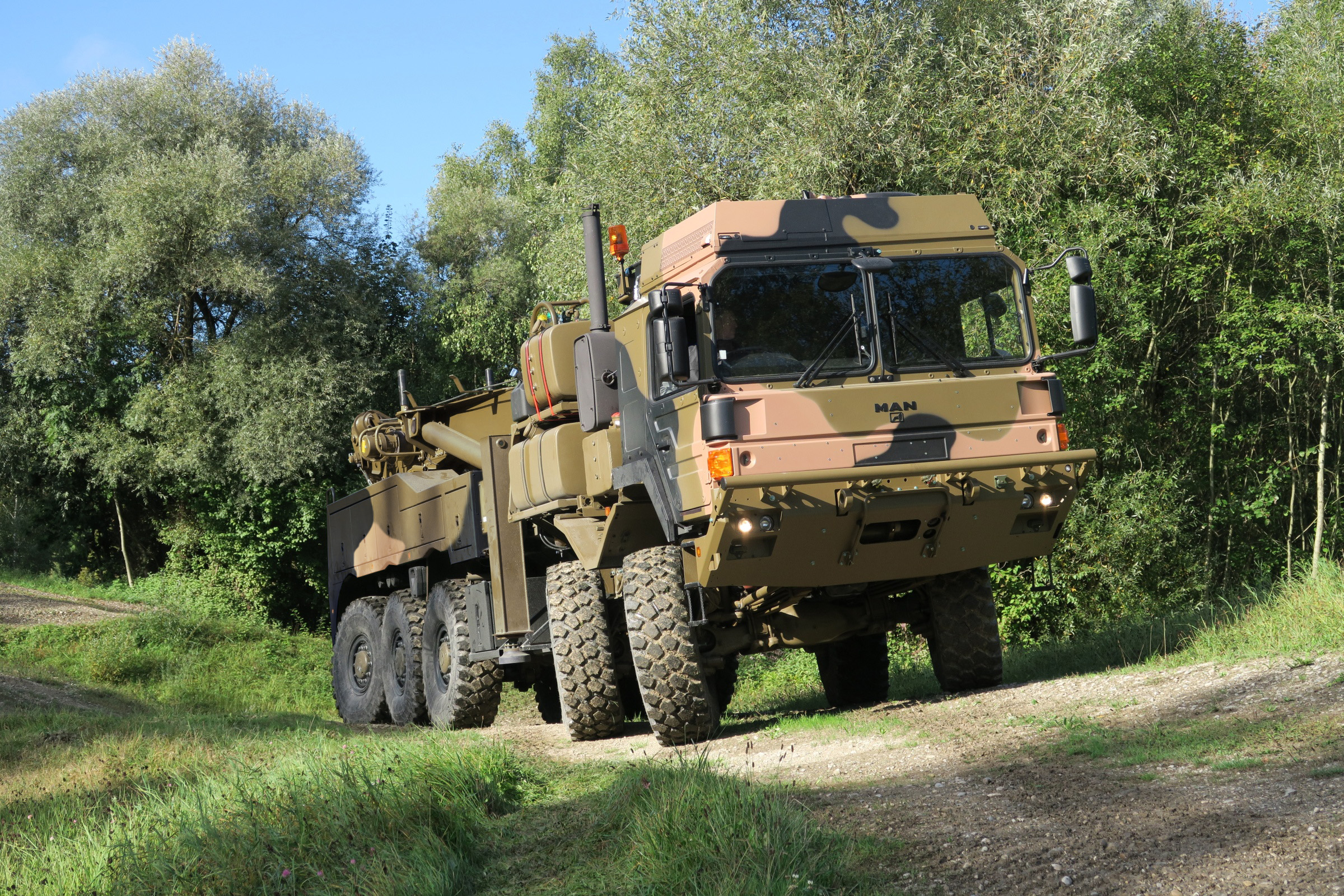
Австралійський HX45M 10x10, сконфігурований як важкий евакуатор

## Оператори
- Австралія — 2536 одиниці HX, замовлено у липні 2013 року в рамках фази 3B, що є частиною проєкту Land 121. Австралійська армія була першим замовником, який отримав варіанти HX2. Перша передача автомобілів відбулася 7 квітня 2016 року, коли було передано 6 HX77 (8×8) та 6 HX40M (4×4). Ще 1044 одиниці замовлено в липні 2018 року в межах фази 5B проєкту Land 121, як продовження фази 3B. Початкова операційна спроможність вантажівок фази 3B оголошена в лютому 2020 року. Станом на квітень 2021 року близько 800 вантажівок залишалося виготовити та доставити, а остаточні поставки очікуються протягом 2023 року.[4][13][14]
- Австрія — трохи більше 50 вантажівок HX. Усього 20 одиниць HX77 8×8, оснащених системою обробки вантажів і броньованою кабіною замовлені в 2006 році, 20 одиниць HX42M 6×6 і чотири одиниці HX81 HET, замовлені приблизно в 2017—2018 роках, і п'ять HX44M 8×8 (2 x TEP 90; 3 x важкі відновлення) замовлені станом на 2019 рік.
- Велика Британія — у жовтні 2004 року було оголошено, що Агенція оборонних закупівель Великої Британії (DPA) вибрала пропозицію MAN ERF UK Ltd[en] для задоволення вимог до допоміжних машин збройних сил Великої Британії; у березні 2005 року було укладено контракт. Базовий контракт охоплював 5 165 транспортних засобів і 69 причепів-евакуаторів, причому перші транспортні засоби були введені в експлуатацію в червні 2007 року. Загальний обсяг контрактних поставок допоміжних транспортних засобів Міністерству оборони Великої Британії склав 7 415 + 69 причепів (7 484), ця цифра включає опціональні контракти, а також деякі зміни постачання та додаткові замовлення. У контракті на автомобілі підтримки передбачалася поставка двох модельних рядів до Міністерства оборони, SX[en] і HX, з яких не менше 90 % становили моделі HX.[15]
- В'єтнам — у липні 2016 року повідомлялося, що В'єтнам отримав початкові зразки зенітно-ракетної системи SPYDER ізраїльського виробництва (класу земля-повітря PYthon і DERby) на базі вантажівок RMMV HX58 і HX77. Кількість не розголошується.[16]
- Данія — трохи більше 200 вантажівок HX для всіх родів збройних сил[en] з кінця 2006 року. Усього 113 одиниць HX77 8×8 з системою обробки вантажів, 83 одиниці HX77 8×8 у звичайних конфігураціях вантажівок/цистерн, близько п'яти HX58 6×6 у конфігурації тягача для ВПС Данії та чотири HX60 4×4 у конфігурації контейнер/вантаж.[17]
- Ірландія — п'ять HX60 4×4, оснащені спеціалізованими кузовами-контейнерами для Збройних Сил[en]. Про поставку двох останніх зразків було оголошено 22 серпня 2016 року.[18]
- Колумбія — невелика кількість (можливо 2); невідомо якими структурами використовується.[14]
- Кувейт — у липні 2012 року було оголошено про продаж Національній гвардії Кувейту (KNG) 83 вантажівок HX60 4×4 у конфігураціях вантажних, водних і паливних цистерн.
- Німеччина — 6 липня 2017 року було оголошено, що RMMV уклала семирічну рамкову угоду з Бундесвером на поставку до 2271 вантажівки HX2 на суму близько 900 мільйонів євро. Початкова партія з 558 вантажівок вартістю близько 240 мільйонів євро (включаючи підтримку з навчання) була замовлена для доставки в період з 2018 по 2021 рік. Перші 20 вантажівок були передані Бундесверу в листопаді 2018 року.[19] Другу партію вантажівок було замовлено в червні 2019 року, вартість замовлення становить 420 мільйонів євро та охоплює 252 вантажівки (161 5-тонний HX42M (6×6) і 91 15-тонний HX45M (8×8), а також спеціальні інструменти та навчання підтримка.[20] Ще 60 вантажівок було замовлено в листопаді 2019 року, а в грудні 2019 року було замовлено ще 1000 вантажівок (675 5-тонних HX42M (6×6) і 325 15-тонних HX45M (8×8)) на суму 382 мільйони євро. У рамках програми Бундесверу «Незахищені транспортні засоби» (UTF) ці вантажівки HX2 замінять старе покоління вантажівкок KAT I виробництва MAN, деякі з яких експлуатуються вже сорок років.[3] Німецька армія також управляє парком транспортних засобів важкої техніки RMMV HX81 8×8, зчеплених з напівпричепами DOLL. До липня 2015 року Бундесвер замовив 21 HX81 з броньованими кабінами трьома партіями з 2006 року (2 + 12 + 7). У червні 2018 року RMMV отримала семирічний рамковий контракт на постачання до 137 одиниць HX81 (тепер відомих як Elefant 2 або SaZgM 70t mil). Загальна вартість контракту може скласти 122 мільйони євро, і було замовлено 32 автомобілі вартістю близько 32 мільйонів євро, ці транспортні засоби з такою ж незахищеною кабіною водія, що й сімейство транспортних засобів UTF. У грудні 2020 року компанія Rheinmetall оголосила про контракт на ще 24 автомобілі, які будуть поставлені протягом 2021 року, і ще 24 у 2022 році. Вартість цієї угоди склала 41 мільйон євро.[21][14] У червні 2020 року Rheinmetall оголосила про подальше замовлення Бундесверу на вантажівки серії HX. Було розкрито, що Федеральне відомство Бундесверу з обладнання, інформаційних технологій та підтримки в експлуатації (BAAINBw) уклало рамковий контракт з RMMV на поставку до 4000 вантажівок, оснащених системою з гаковим підйомником, багато з яких мають броньовані кабіни водія. Рамковий контракт для Rheinmetall розрахований на 2021—2027 роки на загальну суму продажів близько 2 мільярдів євро. Було замовлено початкову партію із 540 автомобілів на суму близько 348 мільйонів євро, і з них 230 будуть захищені. Поставка почалася 2021 року.[22][14]
- Нова Зеландія — згідно з проєктом Програми розвитку наземного транспорту сил оборони для заміни застарілого автопарку середньої та важкої експлуатаційної техніки (MHOV), Нова Зеландія отримала 194 вантажівки серії HX. Також в експлуатації є чотири HX77 8×8, які були поставлені зі складів у Великій Британії.[23]
- Норвегія — Норвезька оборонна логістична організація (NDLO) оголосила 31 березня 2014 року, що підписала два контракти з RMMV, контракт на початкову закупівлю та контракт на логістичну підтримку протягом усього терміну служби. Початкове замовлення Норвегії передбачає близько 120 вантажівок серії HX2 і TG MIL, причому на варіанти HX2 припадає основна частина замовлення. Замовлення включає в себе 95 одиниць HX 8×8 і вісім відновлених HX45M 10×10. Перші поставки відбулися в 2018 році. Вважається, що станом на квітень 2021 року Норвегія та Швеція разом замовили близько 250 вантажівок серії HX.[14][24] Рамкова угода передбачає закупівлю до 2000 військових логістичних машин до 2026 року.[7][15]
- ОАЕ — передбачається, що ОАЕ експлуатують невелику кількість транспортерів важкої техніки[en] HX81 8×8.
- Саудівська Аравія — у листопаді 2016 року було оголошено, що нерозкритий міжнародний замовник уклав з Rheinmetall контракт на 134 мільйони євро на 110 одиниць HX81 з напівпричепами з поставкою в період з січня 2018 року по лютий 2019 року, при цьому передбачаються додаткові замовлення. Конкретні деталі не були оприлюднені, але вартість контракту включала комплексне обслуговування та матеріально-технічну підтримку протягом п'яти років.[25][14]
- Сінгапур — у Сінгапурі експлуатується близько 60 одиниць HX44M 8×8, наданими EMPL Австрії.
- Словаччина — із травня 2011 року словацька армія отримала 20 одиниць HX77 8×8, сконфігурованих як контейнеровози.[26]
- США — невелика кількість постачається для ролей сил противнка під час навчань.[14]
- Таїланд — невелика кількість, мета використання невідома, але вважається базою «системного носія» і, можливо, радара.[14]
- Туреччина — постачається через Aselsan; невелика кількість, мета використання невідома, але, як вважається, як база для «системного носія».[14]
- Угорщина — укладено контракт з Rába. Виробництво вантажівок Rába H-14, H-18 і H-25 розпочато в 2004 році, ці шасі спочатку локально розроблені, оснащені двигунами MAN, супутніми компонентами, включаючи систему охолодження і модульну військову кабіну MAN. Пізніше Rába стала виробляти HX на базі системи вузлового складання з використанням деяких місцевих компонентів, таких як осі. Близько 300 екземплярів було виготовлено з використанням компонентів, що постачалися в період з 2004 по 2006 рік, а ще 250 було зібрано з комплектів вузлового складання, які постачалялися з 2007 року. Угорщина також отримала близько 80 вантажівок RMMV HX77 8×8. Тривають переговори щодо подальшого контракту.
- Україна — у квітні 2022 року на фоні російського вторгнення в Україну стало відомо, що Німеччина передасть Україні майже 100 одиниць броньованих HX81 з колісною формулою 8х8.[27]
- Швеція — у травні 2014 року Швеція розмістила первинне замовлення для RMMV на вантажівки. Початкове замовлення на 215 вантажівок, з яких 62 вантажівки HX2, а основна решта — HX44M 8×8. Поставки розпочалися протягом 2017 року. У 2018 році було замовлено ще 40 вантажівки HX2 як системний носій для системи протиповітряної оборони Patriot, а в 2019 році — 24 вантажівки HX2 як носій для системи заряджання боєприпасів артилерійської системи Archer. Ця рамкова угода включає Норвегію, і початковим наміром було придбати до 2000 військових логістичних машин до 2026 року. Вважається, що станом на квітень 2021 року близько 250 вантажівок HX були разом замовлені Швецією та Норвегією.[7][15][24][14]
- Єгипет, Фінляндія та Оман пропонуються як можливі споживачі в невеликих кількостях.[14]

### Виноски
1. 1 2 3 4 5 6 7 8 9 10 11 12 13 14 15 16 17 18 19 20 21 22  MAN/RMMV HX tactical range of trucks. IHS Jane's Shaun C Connors & Christopher F Foss. 16 березня 2015. Процитовано 19 серпня 2015.
2. 1 2 3 4 5 6  HX - High mobility truck system. Процитовано 19 серпня 2015.
3. 1 2  Rheinmetall to modernize the Bundeswehr’s fleet of logistic vehicles. Архів оригіналу за 2 серпня 2017. Процитовано 6 липня 2017.
4. 1 2  First batch of heavy trucks delivered. Contact Air Land & Sea. 16 березня 2015. Процитовано 7 квітня 2016.
5. ↑  HX3. Процитовано 6 травня 2021.
6. 1 2  MAN/RMMV HX tactical range of trucks (April 2022. Janes Shaun C Connors & Christopher F Foss. 1 квітня 2022. Процитовано 7 квітня 2022.
7. 1 2 3  The company is a joint venture of Rheinmetall AG and MAN Truck & Bus. defensenews.com. 29 травня 2014. Процитовано 20 серпня 2015.[недоступне посилання з Серпень 2021]
8. 1 2 3  MAN/RMMV HX tactical range of trucks. Janes. 7 травня 2021. Процитовано 8 травня 2021.
9. 1 2  MAN/RMMV HX tactical range of trucks. IHS Jane's Shaun C Connors & Christopher F Foss. 7 січня 2016. Процитовано 5 липня 2016.
10. ↑  Eurosatory 2016: RMMV unveils Australia-bound HX trucks. International Defense Review. 13 червня 2016. Процитовано 5 липня 2016.
11. ↑  Off-road team seeks to set new world record in Chile. Rheinmetall. 6 листопада 2017. Архів оригіналу за 7 листопада 2017. Процитовано 7 листопада 2017.
12. ↑  Off-road expedition makes the world’s tallest active volcano safer for climbers; attempt to set new world record temporarily thwarted. Rheinmetall. Архів оригіналу за 23 липня 2018. Процитовано 23 липня 2018.
13. ↑  Project LAND 121. Australian Army. 15 липня 2015. Архів оригіналу за 5 вересня 2015. Процитовано 19 серпня 2015.
14. 1 2 3 4 5 6 7 8 9 10 11  Land Warfare Platforms: Logistics, Support & Unmanned - (MAN) RMMV HX range of tactical trucks. Janes (Editor Shaun C Connors). Процитовано 21 квітня 2021.
15. 1 2 3  Sweden & Norway. Defense Industry Daily. 4 червня 2014. Процитовано 19 серпня 2015.
16. ↑  MAN/RMMV HX tactical range of trucks June 2017. IHS Jane's. 14 квітня 2017. Процитовано 13 червня 2017.
17. ↑  MAN 32.430 (HX 77). armyvehicles.dk. Процитовано 19 серпня 2015.
18. ↑  HX60 EOD trucks. Процитовано 31 серпня 2016.{{cite web}}:  Обслуговування CS1: Сторінки з параметром url-status, але без параметра archive-url (посилання)
19. ↑  https://battle-updates.com/update/military-vehicle-news-498/. BattleSpace. Процитовано 12 листопада 2018. {{cite web}}: Зовнішнє посилання в |title= (довідка)
20. ↑  Bundeswehr places second UTF order for 5-, 15-tonne trucks. Jane's. Процитовано 17 червня 2019.{{cite web}}:  Обслуговування CS1: Сторінки з параметром url-status, але без параметра archive-url (посилання)
21. ↑  Rheinmetall to supply the German Bundeswehr with Elefant 2 semi-trailer tractors. Rheinmetall. Архів оригіналу за 29 вересня 2020. Процитовано 11 січня 2019. [Архівовано 2020-09-29 у Wayback Machine.]
22. ↑  Rheinmetall signs framework contract worth around 2 billion euros: 4,000 military trucks for the Bundeswehr. RMMV. 18 червня 2020. Архів оригіналу за 19 вересня 2020. Процитовано 11 вересня 2020.
23. ↑  New Zealand Orders 200 HX 58, HX 60 and HX 77 Truck Systems. Deagel.com. 1 січня 2015. Процитовано 19 серпня 2015.
24. 1 2  Major MAN Truck Order From Scandinavia. Murder & Mayhem. 4 квітня 2014. Архів оригіналу за 23 вересня 2015. Процитовано 19 серпня 2015. [Архівовано 2015-09-23 у Wayback Machine.]
25. ↑  Rheinmetall to supply international customer with HX81 tractor-trailers. Rheinmetall. Архів оригіналу за 2 грудня 2018. Процитовано 30 грудня 2015. [Архівовано 2018-12-02 у Wayback Machine.]
26. ↑  Slovak defence industry's manufacturing capabilities. zbop.sk. Процитовано 19 серпня 2015.
27. ↑  Німеччина передасть Україні тягачі MAN HX 81 – ЗМІ. mil.in.ua. Мілітарний. 24 квітня 2022. Процитовано 29 квітня 2022.